# Yunotrichia mediovittata
Yunotrichia mediovittata es una especie de insecto coleóptero de la familia Chrysomelidae.
Fue descrita científicamente en 1980 por Chen & Wang.